# Spartak Pleven
PFC Spartak Pleven (Bulgaars: ПФК ПФК Спартак Плевен) is een Bulgaarse voetbalclub uit Pleven.
De club werd in 1919 opgericht en bereikte tweemaal de finale van de Beker van Bulgarije (1957 en 1987). In 1958 werd de club derde in de competitie. De club speelde Europees in de International Football Cup 1964-65 en in 1981 in de Intertoto Cup. Spartak werd in 2004 kampioen in de B Grupa. In januari 2009 ging de club failliet en in juni van dat jaar werd de club opgeheven. Echter in het begin van 2010 werd de club heropgericht. In 2019 promoveerde de club naar de Vtora Liga, de tweede divisie, maar kon daar het behoud niet verzekeren.

## Naamsveranderingen
- 1919 = Skobelev Pleven
- 1931 = Belite Orteta Pleven
- 1932 = Belite Orli Pleven
- 1946 = Republikants Pleven
- 1947 = Spartak Pleven
- 1949 = Septemvri Pleven
- 1949 = DSO Spartak Pleven
- 1958 = DFS Spartak Pleven
- 1985 = FK Spartak Pleven
- 2000 = PFK Spartak Pleven

## Erelijst
- V Grupa Noord-West

Winnaar: 2012, 2015
Pirin Blagoëvgrad · 
Dobroedzja Dobritsj · 
Marek Doepnitsa ·
Fratrija ·
Lokomotiv Gorna Orjachovitsa ·
Jantra · 
Litex Lovetsj · 
Loedogorets II ·  
Montana · 
Nesebar ·
Minjor Pernik ·
Belasitsa Petritsj ·   
Spartak Pleven ·   
Botev Plovdiv II ·
Doenav Roese ·
Stroemska Slava Radomir · 
CSKA 1948 Sofia II · 
CSKA Sofia II ·
Sportist Svoge · 
Etar Veliko Tarnovo